# Aplidium formosum
Aplidium formosum är en sjöpungsart som beskrevs av Kott 2006. Aplidium formosum ingår i släktet Aplidium och familjen klumpsjöpungar. Inga underarter finns listade i Catalogue of Life.